# FIFA World Cup Dream Team
Il FIFA World Cup Dream Team (letteralmente Squadra dei sogni della Coppa del Mondo FIFA) è la selezione di un'ideale squadra di calcio pubblicata dalla FIFA nel 2002 in seguito ad un sondaggio sul web, formata dagli undici più grandi calciatori che abbiano preso parte ai campionati mondiali di calcio.
Il criterio di selezione prevedeva come ideale modulo di gioco il 3-4-3, ma il risultato della votazione è stata un'improbabile formazione con a centrocampo quattro trequartisti, quattro grandi numeri 10 (Diego Armando Maradona, Roberto Baggio, Zinédine Zidane, Michel Platini).
Il giocatore che ha accumulato il maggior numero di preferenze è stato Diego Armando Maradona con 111.036 voti, seguito da Pelé con 107.539 voti.
| Giocatore              | Nazionale        | Edizioni dei Mondiali  |
| ---------------------- | ---------------- | ---------------------- |
| Lev Jašin              | Unione Sovietica | 1958, 1962, 1966, 1970 |
| Paolo Maldini          | Italia           | 1990, 1994, 1998, 2002 |
| Franz Beckenbauer      | Germania Ovest   | 1966, 1970, 1974       |
| Roberto Carlos         | Brasile          | 1998, 2002, 2006       |
| Roberto Baggio         | Italia           | 1990, 1994, 1998       |
| Zinédine Zidane        | Francia          | 1998, 2002, 2006       |
| Michel Platini         | Francia          | 1978, 1982, 1986       |
| Diego Armando Maradona | Argentina        | 1982, 1986, 1990, 1994 |
| Romário                | Brasile          | 1990, 1994             |
| Johan Cruijff          | Paesi Bassi      | 1974                   |
| Pelé                   | Brasile          | 1958, 1962, 1966, 1970 |